# Sorel-Eisen
Sorel-Eisen ist eine Eisen-Kohlenstoff-Legierung, die einen sehr niedrigen Gehalt an Schwefel, Phosphor, Mangan und anderen unerwünschten chemischen Elementen aufweist. Der Kohlenstoff-Gehalt beträgt etwa 3,9 bis 4,7 Prozent.
Sorel-Eisen ist einer der Ausgangsstoffe für Wootz, der als Ausgangsstahl unter anderem zur Herstellung von Damaszener Stahl dient.
Benannt ist das Sorel-Eisen nach dem französischen Ingenieur Stanislas Sorel (1803–1871), der im Jahre 1836 entdeckte, wie man Stahlteile durch eine Beiztechnik wirtschaftlich reinigen und vorbehandeln kann. Er schuf damit die Grundlage für das moderne Feuerverzinken.